# Osmoxylon talaudense
Osmoxylon talaudense är en araliaväxtart som beskrevs av William Raymond Philipson. Osmoxylon talaudense ingår i släktet Osmoxylon och familjen Araliaceae. Inga underarter finns listade.